# 真奈 (偶像)
真奈（日语：／ Mana，1994年1月16日—），日本寫真偶像。於靜岡縣出身。
2006年，正在就讀初一的真奈出道成為寫真偶像。之後陸續推出自己的寫真作品。到了2007年中 ，她已發表約4部寫真DVD。在整個初高中時期，她不斷推出各種各樣的寫真作品，像是《隨時都可見面》（いつでも会える）、《歡樂時光》（ハッピーアワー）、《天真無邪》（無邪気）。
2012年，真奈推出高中時期最後一部寫真DVD《畢業證書》後，繼續進行有關工作，發表《滿滿的回憶》（思い出がいっぱい）、《愛我吧》（愛してください）、《真奈寶貝》（まなてぃーベイビー）等作品。此後她有4年時間沒拍攝過任何類型的寫真DVD，不過仍在雜誌等媒體上繼續活動。到了2019年，她再度開展寫真DVD拍攝工作。

## 生平

### 初高中時期
2006年，正在就讀初一的真奈出道成為寫真偶像。之後陸續推出寫真作品。到了2007年中，她已發表約4部寫真DVD。同年10月，她再次開展寫真拍攝工作，以在次年1月推出寫真DVD《隨時都可見面》（いつでも会える）。此作收錄了她身穿運動服的樣子，此外她也在當中戴上貓耳頭飾。5月30日，她的寫真DVD《可愛真奈》（きゅーてぃまなてぃ）公開，真奈在當中同以運動裝登場。8月20日，她的寫真DVD《moecco vol.41 捉迷藏》（moecco vol.41 かくれんぼ）開售，這部作品的部分場景在河邊取景。2010年6月25日，她發表在菲律賓取景的寫真DVD《真奈100％》，觀眾能從中觀賞身穿女仆装的真奈。10月29日，她推出寫真DVD《歡樂時光》（ハッピーアワー）。這部作品具有一定劇情，真奈在當中飾演跟前輩共渡時光的後輩。
2011年1月，真奈在千葉縣開展寫真拍攝工作，以在3月發表作品《娃娃臉》（baby face）。此作運用到了气球去輔助拍攝。6月24日，她的寫真DVD《天真無邪》（無邪気）公開，它收錄了真奈在穿上各種泳衣後的樣子。次月她出席這部作品的發售紀念活動。10月16日，她發表寫真DVD《吻我吧》（Kiss me）。真奈在當中以身穿競賽泳衣和校服的姿態視人。2012年3月23日，真奈推出寫真DVD《畢業證書》。《畢業證書》以集合她高中時期所拍攝的部分寫真場景為主軸。她在出席這部作品的發售紀念活動時，有粉絲特意為之送上自製的畢業證書。

### 高中以後
同年5月5日，她跟西永彩奈等偶像一起來到秋葉原，在那出席「兒童節小妖精祭」（子供の日フェアリー祭り）。7月，她再次於千葉縣開展寫真拍攝工作，以在9月28日發表作品《滿滿的回憶》（思い出がいっぱい）。2013年8月18日，她在舞台劇《时空警察Wecker 1983》中登場，飾演有志於將來依靠撰寫小說維持生計的學生。她之後推出寫真DVD《愛我吧》（愛してください），於作品中首度以办公室女职员的裝扮出鏡。12月23日，她的寫真DVD《真奈寶貝》（まなてぃーベイビー）正式於市面發售。觀眾能從中觀賞首度以浴衣裝扮拍攝作品的真奈。
2014年3月，真奈發表作品《新吻》（NEW KISS），於當中飾演在鄉下跟兒時玩伴遊玩的女友。次年12月，她首部寫真集《真板》（まないた）正式發行。此後她有4年時間沒拍攝過任何類型的寫真DVD，不過仍在雜誌等媒體上繼續偶像活動。
2019年3月25日，她再度公開寫真DVD《戀人之聯繫》（コイビトツナギ），於當中飾演跟男友一起去旅行的女朋友。9月25日，她的寫真DVD《真奈一瞥》（まなちら）於市面推出。這部作品同樣具有一定劇情，她在當中飾演漫畫家的助手。它亦收錄真奈的裙子刻意被風吹起，露出內褲的場景。2020年9月25日，真奈推出寫真DVD《真夏》（manatsu），當中部分場景在圖書館取景。次年1月，她發表作品《下午的秘密遊戲》（午後の秘めごと），扮演對同事進行各種挑逗的女性。

## 外部連結
- 真奈的X（前Twitter）（日語）
- 真奈的Instagram帳戶（日語）